# جيم ماكورميك
جيم ماكورميك (بالإنجليزية: Jim McCormick)‏ هو لاعب كرة قاعدة أمريكي، ولد في 2 نوفمبر 1868 في سبنسر في الولايات المتحدة، وتوفي في 1 فبراير 1948 في ساكو في الولايات المتحدة.

## وصلات خارجية
- جيم ماكورميك على موقعبيزبول رفرنس.كوم (الدوري الرئيسي) (الإنجليزية)
- جيم ماكورميك على موقعبيزبول رفرنس.كوم (الدوري الثانوي) (الإنجليزية)